# Вулиця Степана Рудницького (Київ)
Ву́лиця Степа́на Рудни́цького — вулиця в Голосіївському районі міста Києва, житловий масив Теремки-ІІ. Пролягає від вулиці Михайла Максимовича до вулиць Дмитра Луценка і Докії Гуменної.
Прилучаються вулиці Композитора Мейтуса, Самійла Кішки, Василя Симоненка, Щаслива, Успішна і Григорія Гуляницького.

## Історія
Вулиця виникла наприкінці 1970-х років під назвою Нова. 1977 року отримала назву вулиця Академіка Вільямса на честь радянського вченого-агронома академіка Василя Вільямса. Фактично була прокладена у 1990-х роках.
Незадовго до цього існувала вулиця Вільямса на Лівому березі у Микільській слобідці, ліквідована в 1970-х роках.
У 2010 році вулицею прокладено тролейбусну мережу.
Сучасна назва на честь Степана Рудницького, українського географа, картографа та етнографа, академіка ВУАН — з 27 жовтня 2022 року.

## Забудова
Будинки, що належать до вулиці Степана Рудницького, розташовані з непарного боку вулиці. Усі вони складають житловий комплекс «Ліко-Град». З парного боку вулиці знаходиться приватний сектор селища Жуляни.